# Antoine Zattara
Antoine Zattara, né le 12 juillet 1896 à Corte, mort à Buchenwald le 9 octobre 1944, est un haut fonctionnaire et résistant français.

## Biographie
Antoine Zattara fait ses études secondaires à Marseille. En 1914, il s'engage dans l'infanterie coloniale pour participer à la Première Guerre mondiale. Il est blessé plusieurs fois légèrement, mais il est grièvement atteint en juillet 1918 au cours de seconde bataille de la Marne. Il est amputé de la jambe droite par des chirurgiens américains sur un pont de Château-Thierry en plein combat. Il est décoré de la Légion d'honneur, de la médaille militaire, de la croix de guerre avec palmes, etc.
Il doit renoncer à la carrière militaire et entre dans l'administration préfectorale où il devient directeur de la police administrative. Dès la défaite de 1940, il entre dans la résistance : il fournit de précieux renseignements à la clandestinité, favorise la fuite des Juifs et fournit de faux papiers à de nombreuses personnes traquées par la Gestapo. Une telle activité pouvant difficilement passer inaperçue, il est arrêté une première fois en novembre 1943 mais relâché sur intervention de l'intendant de police Andrieu auprès de l'allemand Müller. Malgré une telle alerte, Zattara poursuit son activité clandestine, mais sera arrêté le 20 juin 1944 et emprisonné rue Paradis à Marseille, puis à la prison des Baumettes. Sous la garde d'un officier allemand, il est envoyé à Compiègne le 4 août par le dernier train qui ait pu rejoindre la Capitale avant la Libération. Pour éviter toute tentative d'évasion, on lui enlève sa jambe articulée ce qui l'oblige à se déplacer avec des béquilles. La Croix-Rouge de Compiègne avait été autorisée à retirer du convoi deux grands mutilés dont Zattara, mais lorsque les délégués se présentent, le train est déjà parti pour l'Allemagne.
À Buchenwald, il garde un solide moral et fait l'admiration de ses compagnons. Mais peu nourri et exposé à un froid glacial, il meurt d'une congestion pulmonaire le 9 octobre 1944. Son décès ne sera connu de sa veuve et de ses cinq enfants que lors de la libération du camp de Buchenwald le 15 août 1945.

## Distinctions
Il a été cité à l'ordre de la Nation par le président du Conseil des ministres sur proposition du ministre de l'intérieur le 24 juin 1949. Une rue de Marseille porte son nom.